# Tou Samouth
Tou Samouth (khm. ទូ សា មុត gesprochen Tuu Sa Mut; * ca. 1915; † 20. Juli 1962), auch bekannt als Achar Sok, war ein kambodschanischer kommunistischer Politiker. Er war eines der Gründungsmitglieder der Kommunistischen Partei Kampucheas und Anführer ihrer gemäßigteren Faktion. In Erinnerung bleibt er hauptsächlich als Mentor von Saloth Sar, der später seinen Namen in Pol Pot änderte.

## Karriere im Khmer-Widerstand
Samouth war ein Khmer Krom, der in Cochinchina (im südlichen Teil von Vietnam) geboren wurde und aufwuchs. In seiner Jugend wurde er als buddhistischer Mönch ausgebildet, und im Zweiten Weltkrieg war er Professor für Pali im Unnalom-Kloster in Phnom Penh. 1945 traf ein gegen japanische militärische Ziele gerichteter Luftangriff der Amerikaner das Kloster und verursachte mehrere Todesfälle. Samouth war so verängstigt von diesem Ereignis, dass er auf das Land floh und sich schließlich nach Vietnam begab, wo er sich den Viet Minh anschloss. Während des Zweiten Weltkriegs war er außerdem der Kommunistischen Partei Indochinas (KPI) beigetreten, die von der Kommunistischen Partei Vietnams kontrolliert wurde. In der KPI war er eines der bedeutendsten kambodschanischen Mitglieder. In den späten 1940er Jahren unterrichtete Samouth Gruppen von Khmer-Rekruten in politischem Bewusstsein und Wirtschaft.
Samouth gründete, zusammen mit Sơn Ngọc Minh, die Revolutionäre Volkspartei der Khmer (engl. Khmer People’s Revolutionary Party, KPRP), den Vorläufer der Kommunistischen Partei Kampucheas. Er war auch einer der Führer der Khmer Issarak Association (KIA), einer weitgehend linken Sammlung verschiedener unterschiedlicher Elemente des antifranzösischen Widerstands, der Khmer Issarak. Als die Front ihre provisorische Revolutionäre Regierung gründete, wurde Samouth zum Innenminister ernannt.

## Position in der KPRP
Als Leiter der von Vietnam unterstützten „städtischen“ Faktion der Partei half Samouth, viele buddhistische Mönche für die linke Sache zu gewinnen. Die „städtischen“ Kommunisten befürworteten im Gegensatz zu den „ländlichen“ Kadern von Sieu Heng allgemein eine moderatere Politik; insbesondere unterstützten sie den kambodschanischen König Norodom Sihanouk als eine Figur der nationalen Einheit und nützlichen Verbündeten im nordvietnamesischen Kampf gegen Südvietnam. Es war Samouths Faktion der Partei, in der Pol Pot und die anderen kürzlichen Rückkehrer aus Paris, die den Kern der späteren Verkörperung der Partei als Rote Khmer bildeten, Erfahrungen sammelten. Samouth scheint Pol Pot als seinen Protégé angenommen zu haben, was zu dessen rascher Beförderung innerhalb der Partei nach der Unabhängigkeit Kambodschas führte.
Die „ländlichen“ Kader der Partei wurden 1959 von den Sicherheitskräften Sihanouks dezimiert, nachdem Sieu Heng zur Regierung übergelaufen war. Angesichts der zunehmenden Unterdrückung durch die Regierung von Sihanouk hielt die KPRP 1960 ein Geheimtreffen im Bahnhof von Phnom Penh ab. Samouth, der nach wie vor die Zusammenarbeit mit Sihanouk befürwortete, wurde zum Generalsekretär gewählt. Pol Pot wurde zum Dritten in der Parteihierarchie hinter Samouth und Nuon Chea ernannt.

## Tod
Samouth verschwand im Juli 1962 unter ungeklärten Umständen; der Vorfall war bis in die späten 1970er Jahre ein streng gehütetes Geheimnis. Obwohl mehrheitlich angenommen wird, dass er von Sihanouks Polizei ermordet wurde, gab es auch Vermutungen, dass Pol Pot für Samouths Tod gesorgt haben könnte, um seine Beförderung zum Parteisekretär sicherzustellen. Pol Pot bestritt dies in einem seiner letzten Interviews vor seinem Tod und erklärte, dass Samouth sein sicheres Haus verlassen habe, um Medikamente für sein krankes Kind zu beschaffen, wobei er von Lon Nols Männern verhaftet, verhört und getötet worden sei: „Hätte Tou Samouth geredet, wäre ich verhaftet worden. Er wurde in der Pagode Stung Mean Chey getötet. Wir liebten uns.“  Der Historiker Ben Kiernan bemerkt jedoch, dass es starke Indizien dafür gebe, dass der Kreis von Pol Pot für das Verschwinden von Samouth verantwortlich war; insbesondere beschuldigte ein geheimer Parteibericht über „innere Feinde“ aus dem Jahr 1978 den Sekretär der Provinz Kandal, Som Chea, Samouth getötet zu haben. Chea, der später hingerichtet wurde, war 1962 ein Kurier für Pol Pots Gruppe.
Pol Pot wurde Anfang 1963 zum Parteisekretär gewählt, brach daraufhin mit den vietnamesischen Kommunisten und sicherte sich stattdessen die Unterstützung Chinas.